# Раджабов, Магомед Османович
Магоме́д Осма́нович Раджа́бов — учёный-генетик. Кандидат биологических наук, доцент ДГУ, руководитель Центра геномных исследований Института физики ДНЦ РАН, член ВОГиС. Ведущий научный сотрудник отдела этнографии ИИАЭ.

## Биография
Магомед Раджабов родился в селении Гуладты Дахадаевского района Республики Дагестан.
Имеет два красных диплома: диплом техникума в городе Тамбов, после чего, отслужив два года в армии, получил диплом на кафедре генетики Московской сельско-хозяйственной академии им. К. А. Тимирязева, где проучился и в аспирантуре.
Является активным пропагандистом научных основ этногенеза, генетики, эволюции человека.
В начале 2000-х директор ИОГен РАН академик Юрий Петрович Алтухов поручил Магомеду реализовать проект по изучению генетики дагестанских народов на базе его учреждения.
В 2005 году был запущен крупный международный проект «Тhe Genographic Project», который направлен на изучение генетики всех коренных этносов Земли. В рамках проекта было создано 11 центров, включая центр «Северная Евразия», организованный в Москве, куда Раджабова пригласили как координатора Цента. Были изучены 37 народов Поволжья, Центральной Азии и Кавказа. Из дагестанских народов исследованиями на этом этапе были изучены только этносы, упомянутые в Конституции РД.
С участием Магомеда Раджабова только по Дагестану экспедиционно было исследовано и проанализировано ДНК 3 500 жителей из 138 сёл, представляющих 31 этнос.
Раджабов печатается в таких журналах, как Дагестанская правда, Махачкалинские известия, Проджи.